# Fracionamento celular
O fracionamento celular é uma técnica utilizada para isolar ou purificar componentes celulares enquanto preserva as funções individuais de cada componente. Este é um método que foi originalmente usado para demonstrar a localização celular de vários processos bioquímicos. O fracionamento celular permite aos pesquisadores preparar componentes celulares específicos em volume e identificar suas funções, tarefa bem mais difícil com células intactas.

## Homogeneização
A primeira etapa para o fracionamento corresponde à lise celular (rompimento da membrana plasmática), para que os componentes celulares sejam liberados. Isto é feito em condições que minimizam os danos às organelas delimitadas por membrana. Os mecanismos de homogeneização podem ser feitos de diversas maneiras, como exposição a sons de alta frequência (sonicação), tratamento com um misturador de alta velocidade, trituração em um homogeneizador mecânico, cavitação de nitrogênio, alterações de pressão, choque osmótico, congelamento e descongelamento, etc. Geralmente, é necessário monitorar o processo via microscopia de contraste de fase, para evitar a ruptura das organelas ou desorganização das estruturas citoplasmáticas.
A solução resultante (homogenato ou extrato) contém as moléculas grandes e pequenas circulantes no citosol, assim como todas as organelas delimitadas por membrana. As amostras são então refrigeradas para evitar que suas enzimas sejam danificadas.

## Filtração
A filtração não é sempre necessária, a depender da origem das células. Em alguns casos, como em tecidos animais, geralmente é necessário filtrar o homogenato, a fim de separar das organelas fragmentos grandes de célula ou tecido, como tecido conjuntivo. Assim, a partir do homogenato bruto, os resíduos celulares e os fragmentos de tecido conjuntivo são removidos por filtração, com o uso de uma gaze ou filtro de sucção.

## Purificação
Uma vez que as células são quebradas, a suspensão pode ser separada em seus componentes principais usando dois métodos diferentes de purificação: a centrifugação diferencial e a centrifugação por gradiente de densidade.

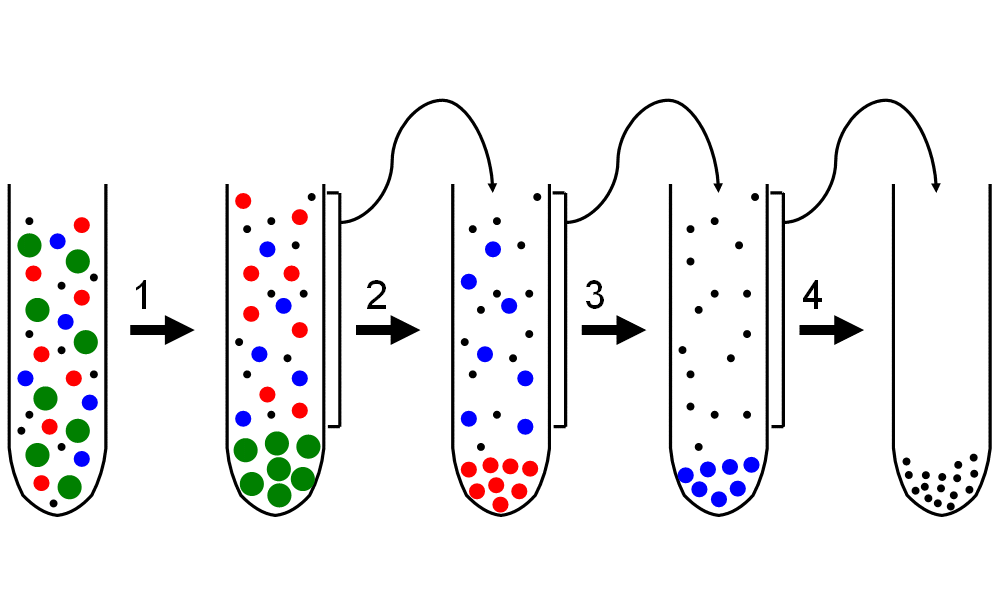
Centrifugação diferencial.

### Centrifugação diferencial
A centrifugação diferencial consiste em uma série de centrifugações em velocidades crescentes que separam os componentes com base em sua taxa de sedimentação. As partículas mais pesadas e mais densas se depositam no fundo do tubo, formando um pellet (pequenas partículas), a uma taxa em função de seu tamanho e densidade. O sobrenadante é então coletado e submetido a uma centrifugação adicional, dessa vez em velocidade mais alta, e o processo pode ser repetido várias vezes dependendo do tipo de célula e as estruturas a serem isoladas.

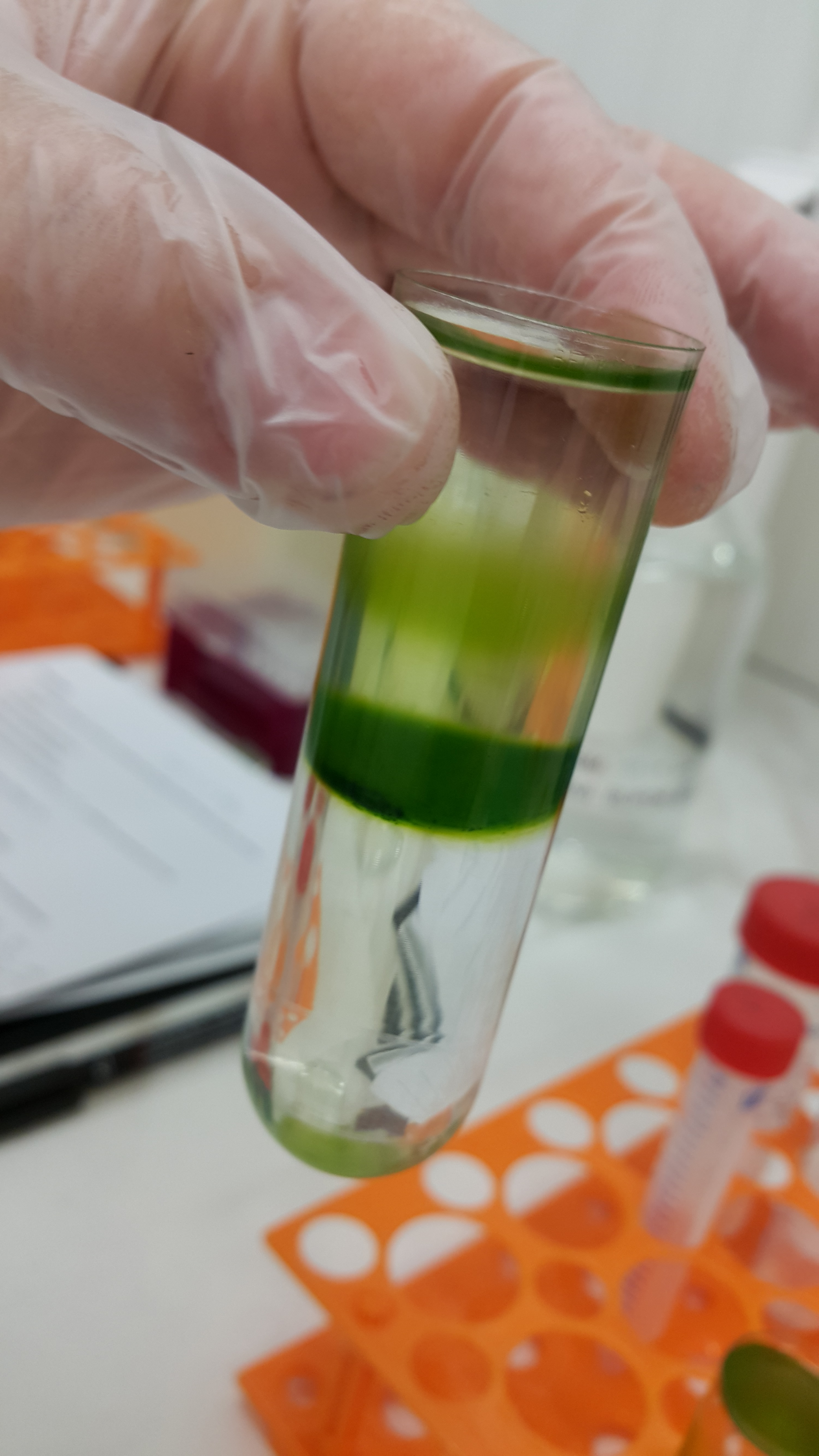
Frações de organelas de células vegetais separadas por centrifugação em gradiente de densidade de sacarose.

Em alguns casos, a centrifugação diferencial não produz material puro, sendo necessário realizar mais um procedimento de isolamento, dessa vez pela centrifugação em gradiente de densidade.

### Centrifugação em gradiente de densidade
A centrifugação em gradiente de densidade baseia-se na sedimentação dos componentes celulares em um gradiente de densidade, composto de soluções de diferentes densidades (sacarose, ficoll, etc). O tubo é centrifugado por um período prolongado, permitindo que cada estrutura migre para uma posição de equilíbrio, onde a densidade da estrutura seja igual à do líquido circundante. Portanto, neste processo, a separação é baseada na densidade, e não no tamanho e na forma das partículas. Após a centrifugação, as frações podem ser coletadas individualmente para posterior análise e determinação da eficiência da separação.
A centrifugação por gradiente de densidade pode ser subdividida em dois tipos principais, taxa zonal e isopícnica. A principal diferença entre os dois é que, na isopícnica, um gradiente de alta densidade é usado e as células são separadas apenas por diferenças de densidade. Na taxa zonal, um gradiente de densidade inferior é usado e as células são separadas principalmente por diferenças de tamanho.